# Казанка (притока Волги)
Каза́нка (рос. Казанка, тат. Казансу, трансліт. Qazansu) — річка в Республіці Татарстан, Росія, ліва притока Волги. Починається біля села Бімері Арського району, впадає в Куйбишевське водосховище в Казані, біля Казанського Кремля. Довжина — 142 км. Основні притоки Ія, Кисмес, Шимяковка і Сула. Історично, канал Болак був одним з гирл Казанки, до спорудження греблі в 1957 році. Максимальна витрата води 299 м ³/сек, мінімальна мінералізація 400—1000 мг/л.
Має статус пам'ятки природи Татарстану. Біля міста Арськ на правому березі знаходиться Арське городище.
Під час будівництва Куйбишевського водосховища, нижня частина долини Казанки була затоплена. Частина русла була відділена від водосховища дамбою й було побудовано нове русло.
Казанка ділить Казань на дві рівні частини. Існує шість мостів через Казанку в місті, найвідомішим з яких є міст Міленіум.